# کونورسانو
کونورسانو (به ایتالیایی: Conversano) یک کومونه در ایتالیا است که در استان باری واقع شده‌است.

## خصوصیات
کونورسانو ۱۲۶٫۹۲ کیلومترمربع مساحت و ۲۵٬۷۶۰ نفر جمعیت دارد و ۲۱۹ متر بالاتر از سطح دریا واقع شده‌است.

## خواهرخوانده
شهرهای بیت‌لحم، فراتا پولزینه، Trecenta، اتری (ابروتسو)، کاسچیا، ناردو و رکاناتی خواهرخوانده‌های کونورسانو هستند.